# Jarosław Szajner
Jarosław Szajner (ur. 29 sierpnia 1980 w Zamościu) – polski urzędnik państwowy, w latach 2019–2024 Szef Urzędu do Spraw Cudzoziemców. 

## Życiorys
Absolwent Wydziału Prawa i Administracji Uniwersytetu Marii Curie-Skłodowskiej w Lublinie (kierunek administracja) oraz Krajowej Szkoły Administracji Publicznej w Warszawie. Ukończył również filologię angielską oraz studia podyplomowe: zarządzanie i marketing (Politechnika Lubelska), badania i analizy strategiczne (Szkoła Główna Handlowa w Warszawie), psychologia społeczna oraz MBA. Jest również absolwentem studiów doktoranckich w dziedzinie nauk ekonomicznych.
W 2010 otrzymał mianowanie na urzędnika służby cywilnej. Od sierpnia 2017 pełnił funkcję Dyrektora Generalnego Mazowieckiego Urzędu Wojewódzkiego. W dniu 1 sierpnia 2019 Prezes Rady Ministrów RP Mateusz Morawiecki powołał go na stanowisko Szefa Urzędu do Spraw Cudzoziemców, gdzie zastąpił Rafała Rogalę. W lutym 2024 zakończył pełnienie tej funkcji.